# نيل جونستون
نيل جونستون (بالإنجليزية: Neil Johnston) مواليد 4 فبراير 1929 في تشيليكوث - الوفاة 28 سبتمبر 1978، كان لاعب كرة سلة أمريكي أصبح مدرباً بدأ مسيرته الاحترافية في سنة 1951. اعتزل اللعب في 1959. فاز بلقب دوري إن بي إيه. شارك 6 مرات في مباراة كل النجوم. دخل قاعة نايسميث التذكارية لمشاهير كرة السلة.

## روابط خارجية
- نيل جونستون على موقعبيزبول رفرنس.كوم (الدوري الثانوي) (الإنجليزية)
- نيل جونستون على موقع إن بي أي (الإنجليزية)
- نيل جونستون على موقع سبورتس رفرنس (الإنجليزية)
- نيل جونستون على موقع كلية كرة السلة في سبورتس رفرنس.كوم (الإنجليزية)
- نيل جونستون على موقع ريلجم (الإنجليزية)
- نيل جونستون على موقع بروبوليرز (الإنجليزية)
- نيل جونستون على موقع قاعة المشاهير الجامعة الوطنية لكرة السلة (الإنجليزية)
- نيل جونستون على موقع سبورتس رفرنس (الإنجليزية)